# Государственная публичная научно-техническая библиотека
Государственная публичная научно-техническая библиотека России (ГПНТБ России) — крупнейшая научно-техническая библиотека России, научно-исследовательский институт и информационный центр федерального значения.
Основная цель и задачи библиотеки — формирование и хранение фонда отечественной и зарубежной научно-технической литературы, библиотечно-информационное и справочно-библиографическое обслуживание читателей, организаций, учреждений и предприятий Российской Федерации и зарубежных стран, разработка и внедрение современных автоматизированных библиотечно-информационных технологий.
Имеет статус научно-исследовательского учреждения. В библиотеке функционирует Учёный совет, в составе которого 30 известных учёных и специалистов в области библиотечно-информационных наук.

## История
17 октября 1958 года в соответствии с постановлением Совета Министров СССР № 1154 на базе Государственной научной библиотеки (ГНБ) Министерства высшего образования СССР были созданы две библиотеки — ГПНТБ СССР в Москве и ГПНТБ СО АН СССР в Новосибирске. Так ГНБ стала прародительницей сразу двух крупнейших научно-технических библиотек.
Книжный фонд бывшей ГНБ около 3,2 млн томов был разделён между двумя библиотеками.
В ноябре 1958 года в штат библиотеки входили 5 человек — директор Морозова Елена Николаевна и 4 библиографа: Афанасенко Елена Петровна, Алешина Елена Константиновна, Качинский Анатолий Иванович, Макарова Елена Аркадьевна. 2 января 1959 года был образован отдел комплектования, в который входило около 20 человек. Летом 1959 года был создан отдел обслуживания, и для читателей библиотека открылась 2 января 1960 года.
Уже в первое десятилетие своего существования библиотека полностью сложилась как национальная библиотека по фундаментальным наукам и технике с функциями многоотраслевого хранилища, как всесоюзный орган научно-технической информации, научно-методический центр для научно-технических библиотек страны, центр координации справочно-библиографической работы в области техники, экономики, управления промышленности и научно-технической информации.
В 1967 году ГПНТБ СССР был присвоен статус научно-исследовательского учреждения, в соответствии, с чем она ведёт исследования и разработку традиционных и автоматизированных процессов с целью повышения эффективности библиотечно-информационного обслуживания в ГПНТБ СССР и сети научно-технических библиотек. В 1967 году был создан центр гигиены и реставрации книг, который проводит работу с редкими изданиями из фонда ГПНТБ СССР.
С 1968 года при ГПНТБ СССР функционирует Информационно-вычислительный центр (ИВЦ ГПНТБ СССР). Центр располагал современным электронным оборудованием и выполнял совместно с подразделениями ГПНТБ СССР задачи по созданию системы комплексной автоматизации библиотеки, а также внедрение автоматизированных систем переработки научно-технической информации и производственную эксплуатацию этих систем.
Важным звеном в работе библиотеки стала Производственная мастерская, которая обслуживала читателей копиями научно-технической литературы из фонда библиотеки. Практически с момента своего основания ГПНТБ России осуществляла издательскую деятельность, выпуская в свет большое количество тематических сборников, библиографических рекомендательных указателей литературы по естественным наукам, технике, сельскому хозяйству, медицине, экономике, статистике. В 2007 году в ходе структурной реорганизации ГПНТБ России был создан Издательско-репрографический центр (ИРЦ), объединивший издательские подразделения и производственные мастерские. Сегодня ИРЦ обеспечивает полный цикл выпуска и распространения изданий. На собственной производственной базе, используя современные технологии, Библиотека выпускает в свет порядка 30 наименований (около 80 выпусков) печатных и электронных изданий в год.
26 марта 1992 года распоряжением правительства Российской Федерации за № 566-р ГПНТБ СССР была переименована в Государственную публичную научно-техническую библиотеку России (ГПНТБ России). В настоящее время ГПНТБ России подведомственна Министерству образования и науки Российской Федерации.
17 октября 2008 года Государственная публичная научно-техническая библиотека России отметила свой полувековой юбилей.
ГПНТБ сегодня — площадка для отработки инновационных решений в Системе автоматизации библиотек ИРБИС64, в создании которой определяющую роль сыграла команда профессионалов ГПНТБ России и Международной ассоциации пользователей и разработчиков электронных библиотек и новых информационных технологий (Ассоциация ЭБНИТ). Этой системой пользуются более 3000 библиотек в России, странах СНГ, Великобритании и США, среди которых более 250 библиотек школ, гимназий и колледжей. На базе ГПНТБ России постоянно проводятся специализированные обучающие курсы и семинары для пользователей Системы ИРБИС64 и другим дисциплинам.
ГПНТБ России является инициатором создания, разработчиком и держателем Сводного каталога России и СНГ по науке, технике, сельскому хозяйству и медицине, объём которого составляет более 800 тыс. записей.
Многие годы ГПНТБ России является организатором профессиональных международных мероприятий, главными из которых являются ежегодные международные конференции «Библиотеки и информационные ресурсы в современном мире науки, культуры, образования и бизнеса» («Крым») и «Информационные технологии, компьютерные системы и издательская продукция для библиотек» («LIBCOM»).
Входит в Международную ассоциацию университетских библиотек.

## Здание библиотеки
С 1958 года библиотека работала в здании бывшего пассажа К. С. Попова (Джамгаровых), построенного в 1877 году С. В. Дмитриевым по проекту А. И. Резанова. С октября 2014 работает в новом здании по адресу: 3-я Хорошёвская ул., д. 17.

## Руководство
В разное время директорами библиотеки были:
- Елена Николаевна Морозова (1958—1967)
- Владимир Николаевич Орлов (1967—1969)
- Николай Иванович Тышкевич (1969—1975)
- Константин Васильевич Тараканов (1975—1976)
- Геннадий Дмитриевич Матюшин (1977—1978)
- Ирина Михайловна Харина (1978—1987)
- Александр Сергеевич Сорокин (1987—1990)
- Андрей Ильич Земсков (1990—2006)
- Яков Леонидович Шрайберг (2006—2019)[3]
- Александр Сергеевич Карауш (2020— по наст. в.)

С 2020 года была введена новая должность — научный руководитель, которую предложили занять Якову Шрайбергу.

## Фонды
ГПНТБ России обладает уникальными фондами изданий в области естественных и прикладных наук, техники, технологии, машиностроения, экологии, экономики: около 8 млн единиц хранения, в том числе 1,7 млн на микроносителях; ежегодные поступления составляют свыше 70 тыс. экземпляров. Библиотека является одним из крупнейших в стране государственным депозитарием отечественной и зарубежной научно-технической литературы. В фондах библиотеки широко представлены монографии и научные труды российских и зарубежных учёных, периодические издания, материалы международных и национальных конгрессов, конференций, труды научных институтов и обществ, авторефераты диссертаций, переводы статей из иностранных журналов, справочные издания и т. д. Фонды библиотеки представляют собой не только научную, но и культурную ценность. Здесь находятся прижизненные издания сочинений основоположников естественных и технических наук — М. В. Ломоносова, Д. И. Менделеева, Н. Е. Жуковского, Н. И. Лобачевского, К. Э. Циолковского, Ф. А. Цандера, С. П. Королёва, а также российских лауреатов Нобелевской премии: Л. Д. Ландау, П. А. Черенкова, Н. Н. Семёнова.
Многие отечественные периодические издания представлены с момента их выхода в свет: старейший в России «Горный журнал» — с 1827 г., «Журнал русского физико-химического общества» — с 1870 г., «Электричество» — с 1892 г., «Успехи физических наук» — с 1918 г. Формирование библиотечного фонда направлено на поддержку современных научных инновационных исследований с учётом необходимости обеспечения информационной полноты и оперативности обслуживания исследователей, учёных и специалистов. Поэтому свыше 90 % новых источников информации представлены в электронном виде в режиме «on-line».

## Организация работы библиотеки
14 читальных залов на 600 мест, в том числе 8 специализированных, открыты для читателя в основном здании и восьми отделениях. Зарегистрированными читателями библиотеки являются более 110 тыс. человек. Ежегодно библиотеку посещают более 210 тыс. читателей и выполняется около 1 млн запросов в год. Более 1,4 тыс. абонентов активно пользуются услугами межбиблиотечного абонемента и электронной доставки удалённых документов. Популярен международный книгообмен, в системе которого участвуют около 500 организаций из 40 стран мира. Работает виртуальная справочная служба и удалённого заказа.
ГПНТБ России является создателем, разработчиком и держателем крупнейшей и старейшей в стране библиотечно-информационной корпоративной системы — Сводного каталога России и СНГ по науке, технике, сельскому хозяйству и медицине. Объём базы данных Сводного каталога составляет 700 тыс. записей, ежегодное пополнение около 30 тыс. записей по всем видам изданий.
Электронная библиотека ГПНТБ России предоставляет читателям в открытом доступе статьи, издания самой библиотеки и другие материалы в соответствии с законодательством Российской Федерации.
ГПНТБ России осуществляет большую издательскую деятельность. Издаваемые её Издательско-репрографическим центром справочно-библиографические и учебные пособия, аннотированные указатели, методические и информационные материалы, периодические издания, монографии, учебники и учебные пособия широко известны и востребованы библиотеками России и других стран мира. Основанный в 1961 году ежемесячный сборник (сейчас журнал) по вопросам теории и практики библиотечного дела «Научные и технические библиотеки» стал одним из важнейших направлений издательской деятельности ГПНТБ России. Журнал освещает деятельность библиотек всех видов и уровней, а также служб научно-технической информации, высших и средних специальных учебных заведений, готовящих библиотечные кадры. Периодичность издания 12 номеров в год.
В Центре сканирования производится оцифровка и микрофильмирование библиотечных фондов. Один из важнейших проектов Центра — разработка, создание и поддержка «Электронной библиотеки редких книг» из фонда ГПНТБ России. Фонд редких книг насчитывает около 1700 наименований, из них свыше 1500 на русском языке. В этом фонде хранятся образцы мировых и отечественных памятников русского книгопечатания, первая научно-техническая книга, напечатанная кириллицей «Арифметика, сиречь наука числительная» (1703 г.) Леонтия Магницкого, и большое количество фундаментальных редких изданий. Центр сканирования ГПНТБ России на основе своего библиотечного фонда и ряда других источников в этой тематической области выпустил электронную тематическую коллекцию «Дорога в космос», в рамках которой созданы диски, представляющие творческое наследие выдающихся учёных: «Путь к звездам», посвящённый К. Э. Циолковскому; «Взор, устремленный в небо», посвящённый Ф. А. Цандеру; «Отец русской авиации», посвящённый Н. Е. Жуковскому; «Главный конструктор», посвящённый С. П. Королёву.
Центр гигиены и реставрации книги ГПНТБ России обеспечивает сохранность фондов путём проведения профилактических мероприятий в книгохранилищах, осуществляет реставрацию и консервацию ветхих, разрушенных материалов на бумажной основе, ведёт большую работу с редкими изданиями из фондов библиотеки.
В ГПНТБ России созданы условия для дальнейшего повышения квалификации сотрудников. В целях оптимизации системы дополнительного профессионального образования в июне 2001 г. в ГПНТБ России создан Учебно-методический центр. На его базе проводятся семинары, круглые столы, практические и теоретические занятия для специалистов библиотечно-информационной сферы. Библиотека является базовой организацией кафедры информационных технологий и электронных библиотек Библиотечно-информационного института Московского государственного университета культуры и искусств.
ГПНТБ России является членом крупных международных организаций библиотечно-информационного профиля, целенаправленно сотрудничает с зарубежными библиотеками, информационными центрами, фирмами, издательствами и фондами более 30 стран. Библиотека является штаб-квартирой Международной ассоциации пользователей и разработчиков электронных библиотек и новых информационных технологий, учредителем Международного библиотечного, информационного и аналитического центра (МБИАЦ).

## Международная деятельность библиотеки
ГПНТБ России является главным организатором многих профессиональных международных мероприятий.
Международные конференции:
- «Библиотеки и информационные ресурсы в современном мире науки, культуры, образования и бизнеса» (до 2003 года — «Библиотеки и ассоциации в меняющемся мире: новые технологии и новые формы сотрудничества»)."Крым" — проходит ежегодно с 1994 года;
- «LIBCOM» «Информационные технологии, компьютерные системы и издательская продукция для библиотек» — проходит ежегодно с 1997 года;

Международные научно-образовательные программы:
- «Библиотечное дело, информационные системы и образование в Америке»;
- «Библиотечное дело, информационные системы и образование во Франции»;
- «Библиотеки и университеты Скандинавии»;
- «Online Information. Великобритания»;
- «Всемирный библиотечный и информационный конгресс: Генеральная Конференция и Совет ИФЛА».